# Araneus nashoba
Araneus nashoba là một loài nhện trong họ Araneidae.
Loài này thuộc chi Araneus. Araneus nashoba được Herbert Walter Levi miêu tả năm 1973.